# Laurent Schwartz
Laurent Schwartz (Paris, 5 de março de 1915 — Paris, 4 de julho de 2002) foi um matemático francês.
Recebeu a Medalha Fields, pela elaboração da teoria das distribuições.
Estudou matemática na Escola Normal Superior de Paris e doutorou-se em 1943 na Universidade de Estrasburgo. Desenvolveu o formalismo da teoria das distribuições logo após o final da Segunda Guerra Mundial. Por esta sua realização recebeu em 1950 a Medalha Fields. Foi professor em Paris, de 1953 a 1983.
Engajado em questões políticas, no final da década de 1950 foi exilado em Nova Iorque.
Foi palestrante plenário do Congresso Internacional de Matemáticos em Cambridge (1950: Théorie des Noyaux).

## Livros
- Étude des sommes d'exponentielles réelles. Hermann, 1943,[2] Nova Edição 1959
- Théorie des distributions. Hermann, 2 vols., 1950/1951,[3] Nova Edição 1966
- Lectures on complex analytic manifolds. Springer, 1986 (Lectures at the Tata Institute, Bombay 1955)
- Séminaire Schwartz in Paris 1953 bis 1961. Online:
- Mathematics for the physical sciences. Hermann, 1966
- Analyse mathématique. 2 vols., Hermann, 1967
- Application of distributions to the theory of elementary particles in quantum mechanics. Gordon and Breach, 1968, 1988
- Radon measures on arbitrary topological spaces and cylindrical measures. Oxford University Press, 1973 (Tata Lectures)
- Tenseurs. Hermann, 1975
- Analyse hilbertienne. Hermann, 1979
- Semi-martingales sur des variétés et martingales conformes sur des variétés analytiques complexes. Springer, 1980
- Geometry and probability in Banach Spaces. Springer, 1981
- Cours d' Analyse. Hermann, 1981
- Pour sauver l’université. Editions du Seuil, 1983
- Semi-martingales and their stochastic calculus on manifolds. Presse de l´Universitaire de Montreal, 1984
- Un mathématicien aux prises avec le siècle. Paris 1997, Autobiografia, tradução para o inglês: A mathematician grappling with his century. Birkhäuser, 2001, ISBN 3-7643-6052-6
- Analyse. Hermann, 1998